# Stosunki Unii Europejskiej z państwami Ameryki Łacińskiej
Europejska Wspólnota Gospodarcza po raz pierwszy zajęła się ułożeniem stosunków z krajami latynoamerykańskimi w 1958 r., kiedy to przyjęto Memorandum na temat stosunków z Ameryką Łacińską. 5 lat później, w 1963 r. utworzono tzw. Grupę kontaktową, jednak jej kompetencje były bardzo zawężone i ograniczały się do zbierania informacji na temat sytuacji społeczno-gospodarczej krajów latynoamerykańskich.
Instytucjonalizacja dialogu nastąpiła dopiero w latach 70. W 1971 r. miało miejsce pierwsze spotkanie ambasadorów krajów obu regionów, które od tamtego czasu odbywały się nieregularnie do 1979 r. W tym czasie EWG podpisała dwustronne układy z Argentyną, Urugwajem, Brazylią i Meksykiem. Negocjowano także układ z Chile, jednak jego podpisanie przekreślił zamach Augusto Pinocheta.
W latach 80. Wspólnota aktywnie zaangażowała się w pokojowe rozwiązywanie konfliktów w regionie, co nawet spowodowało spór z USA o sposoby radzenia sobie z zagrożeniami ze strony ruchów rewolucyjnych. W 1987 r. przyjęto dokument określający strategię rozwoju stosunków z krajami regionu pt. Nowe kierunki stosunków WE z Ameryką Łacińską, który stanowił następny krok w umacnianiu i przyspieszaniu wzajemnych relacji.
Na początku lat 90. Wspólnota podpisała nowe układy z największymi krajami Ameryki Południowej oraz Paktem Andyjskim, zaś w 1994 r. Komisja Europejska przyjęła następną strategię o nazwie Stosunki gospodarcze i handlowe UE z Ameryką Łacińską. Jej najważniejsze ustalenia to:
- zwrócenie uwagi przede wszystkim na relacje gospodarcze
- podkreślenie znaczenia ochrony praw człowieka oraz walki z ubóstwem w Ameryce Łacińskiej
- oparcie stosunków o układy zawierane w połowie lat 90., które dotyczyły prowadzenia dialogu politycznego, liberalizacji gospodarczej i handlowej (m.in. tworzenia strefy wolnego handlu) oraz dalszego umacniania współpracy

Wobec Ameryki Łacińskiej Unia nie wypracowała do tej pory wspólnej strategii, rzadko też stosuje pozostałe instrumenty WPZiB, zazwyczaj opierając się na oświadczeniach i deklaracjach. 2 razy sformułowała wspólne stanowisko: w maju 1994 r. w stosunku do Haiti oraz w październiku 1996 r. w odniesieniu do Kuby. W obu przypadkach próbowała w ten sposób wywrzeć na tych państwach presję wprowadzenia demokracji.
W dniach 28–29 czerwca 1999 r. w Rio de Janeiro odbył się pierwszy w historii szczyt Unii Europejskiej i krajów Ameryki Łacińskiej, który poprzedziło spotkanie ministrów spraw zagranicznych dzień wcześniej. Na szczycie przyjęto 2 dokumenty:
- Deklarację z Rio de Janeiro, w której ustalono zawarcie strategicznego partnerstwa. Ma być ono budowane na trzech płaszczyznach: politycznej, ekonomicznej i społeczno-humanitarnej (kultura, oświata, nauka, technologie, sprawy społeczne i humanitarne).
- Priorytety działania, określające sposoby postępowania w ww. płaszczyznach

Następne szczyty odbyły się w Madrycie (2002), Guadalajarze (2004) oraz Wiedniu (2006). Potwierdziły one dotychczasowe kierunki rozwoju stosunków obu regionów, pozytywnie oceniając dotychczasowe osiągnięcia oraz zaproponowały nowe działania. Potępiły one natomiast jednostronne działania niektórych państw, podkreślając znaczenie multilateralnych działań na rzecz światowego bezpieczeństwa.